# Pachirisu
Pachirisu és una de les espècies que apareixen a la franquícia Pokémon. És de tipus elèctric. El seu nom deriva dels mots japonesos pachiri («lluminós», «clar») i risu («esquirol»).
Originari de la regió Sinnoh. Pachirisu té aspecte d'esquirol blanc. Té una franja blava que s'estén des del front fins a la punta de la cua. Les galtes poden recordar una mica a les de Pikachu, tot i que són grogues en lloc de vermelles. Pachirisu presenta tres punxes a la cua. Té els braços i les cames bastant curts. Pot córrer a alta velocitat.
Als jocs, Pachirisu pot aprendre els atacs Thunderbolt, Spark, Swift, Growl, Charm i Sweet Kiss. Pachirisu ocupa el lloc número 55 a la Pokédex de Sinnoh, just abans de Buizel. No evoluciona.